# Kirchenthurnen
Kirchenthurnen (hasta 1860 Thurnen) es una comuna suiza del cantón de Berna, situada en el distrito administrativo de Berna-Mittelland. Limita al norte con las comunas de Rümligen y Gelterfingen, al este con Mühledorf, al sur Mühlethurnen y Riggisberg, y al oeste con Rümligen.
Hasta el 31 de diciembre de 2009 situada en el distrito de Seftigen.

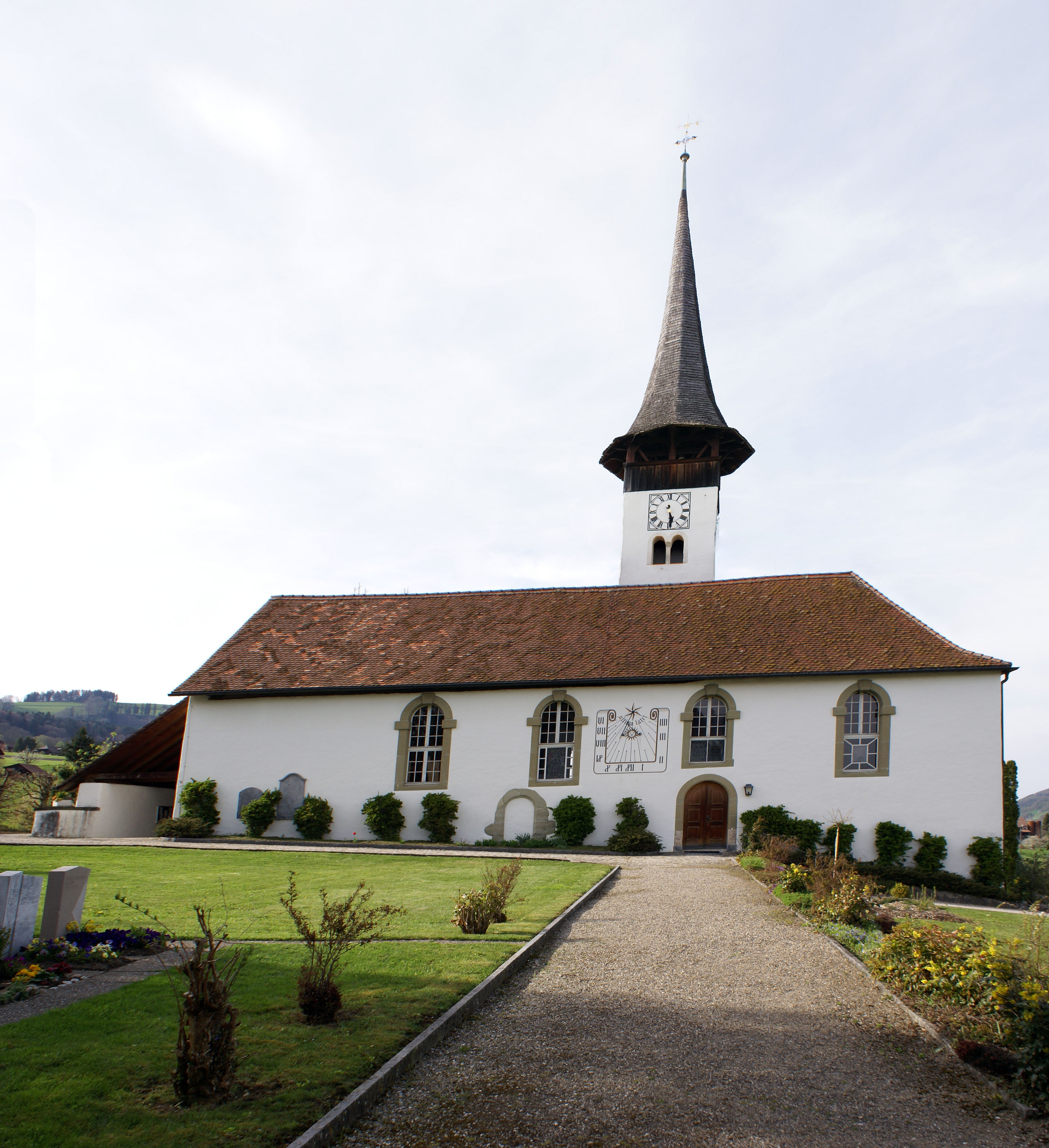
Iglesia de Kirchenthurnen.